# جون جولدزورثي
جون جولدزورثي، من مواليد 28 أبريل 1884، وتوفي بتاريخ 10 يوليو 1958، وهو ممثل سينمائي بريطاني، شارك بعدة أفلام، ومنها فيلم السجين زندا عام 1952.